# Krisztofer Horváth
Krisztofer György Horváth (* 8. Januar 2002 in Hévíz) ist ein ungarischer Fußballspieler.

## Karriere

### Verein
Aus der Jugend des Hévíz SK ging Horváth 2013 in die des Zalaegerszegi TE FC über und spielte hier nach der U17 auch eine Rolle in der ersten Mannschaft, für die er am 25. März 2018 sein Debüt in der zweiten Liga hatte. Nach der Hinrunde seiner zweiten Saison wechselte er im Januar 2019 zu SPAL nach Italien, wo er Teil der U19-Mannschaft wurde.  Am 26. Juli 2020 kam er zu seinem Debüt in der Serie A für die erste Mannschaft, als er zur 84. Minute für Gabriel Strefezza eingewechselt wurde. Innerhalb Italiens wechselte er im September 2020 zum FC Turin, wo er in der U19 spielte und ein paar Wochen nach seinem Wechsel auch einmal in der Coppa Italia eingesetzt wurde.
Nach einer weiteren Saison wurde er in sein Heimatland zu Szeged-Csanád verliehen, für die er in 30 Zweitligapartien 19 Treffer erzielte sowie 12 Vorlagen gab. Eine weitere Leihe folgte zur Saison 2022/23, wo er die Hinrunde beim Erstligisten Debreceni VSC verbrachte, hier aber auch aufgrund von Verletzungen nicht viele Einsatzminuten sammeln konnte. Zur Rückrunde ging es weiter zu Kecskeméti TE, wo er mehr Einsätze bekam und auch wieder Tore erzielte. Im August 2023 wurde er für die komplette Saison 2023/24 an den ungarischen Klub verliehen.

### Nationalmannschaft
Nach der U16 kam Horváth mit der ungarischen U21 ab März 2022 in einigen Freundschafts- und Qualifikationsspielen zum Einsatz, war aber nie Teil eines Turnierkaders.
Sein Debüt in der ungarische A-Nationalmannschaft hatte er am 10. September 2023 bei einem 1:1-Freundschaftsspiel gegen Tschechien, als er zur 72. Minute für Callum Styles eingewechselt wurde. Ein paar Wochen später folgte ein Einsatz bei einem 3:1-Sieg über Montenegro in der Qualifikation für die Europameisterschaft 2024. Am 14. Mai 2024 wurde er von Nationaltrainer Marco Rossi für den Kader bei der Europameisterschaft 2024 berufen.